# Noiva do Cordeiro

Noiva do Cordeiro é uma comunidade rural da cidade de Belo Vale, a 100 km de Belo Horizonte,na Região Central do estado de Minas Gerais. 

## História
Na região vivia Maria Senhorinha de Lima, nascida no povoado de Roças Novas, distrito de Belo Vale, que se casou com Arthur Pierre por imposição do pai.
Numa atitude pouco comum na época, abandonou o casamento e foi viver com o amante, Chico Fernandes, de quem já estava grávida.
Isso foi uma afronta para uma região altamente católica, em consequência, o padre Jacinto a excomungou a sua descendência até a quarta geração.
As mulheres do local passaram a ser tachadas como prostitutas e criaram uma sociedade com regras próprias de convivência.
Na década de 1950 o pastor evangélico Anísio Pereira se juntou à comunidade e se casou com Dona Delina, que no início do Século XXI era considerada a matriarca da comunidade.
Então foi criada a Igreja Noiva do Cordeiro, que tinha preceitos rígidos.
Por outro lado, a discriminação aumentou, pois os católicos diziam que a igreja evangélica era uma fachada para a prostituição.
Em 1995, o Pastor Anísio faleceu, e isso fez com que as pessoas do local se afastassem de suas rígidas orientações religiosas.
Em 1999, foi fundada a associação dos moradores do lugar.
Em 2007 foi lançado um documentário sobre o local dirigido por Alfredo Alves.
Em 2010 o local era habitado durante a semana por mais ou menos 200 mulheres, que tem como característica o trabalho comunitário em forma de mutirão. Os homens da comunidade trabalham nas cidades próximas. Enquanto algumas se ocupam da lavoura, outras assumem o cuidado das crianças. Há um casarão colonial e, no fundo, uma grande casa onde vivem pelo menos 40 famílias. Além disso a comunidade conta com uma fábrica de roupas e de produtos artesanais que são vendidos para as lojas da região e da capital.
Em 2020, o local foi novamente apresentado ao Brasil por Rodrigo Faro, em seu programa A Hora do Faro da Record. Além da sua maior particularidade; a esmagadora quantidade de mulheres em comparação com os homens, 327 diante de 128 respectivamente. Também na matéria foi dada atenção ao trabalho duro realizado pelas mulheres, em maioria manual e agrícola, porcentagem de mulheres solteiras mesmo com o passar dos anos continua chamando a atenção. 